# Chamole
Chamole est une commune française située dans le département du Jura, dans la région culturelle et historique de Franche-Comté et la région administrative Bourgogne-Franche-Comté.

## Géographie
Chamole se situe sur le rebord du premier plateau jurassien à 560 m d'altitude (altitude de la mairie). Outre son centre, le village possède quatre hameaux ou fermes isolées : la Petite Suisse, la Petite Claie, la Croix de Pierre et le Dessus des Crêts. Elle est bordée sur la presque totalité de son périmètre par Poligny.

### Climat
Pour des articles plus généraux, voir Climat de la Bourgogne-Franche-Comté et Climat du département du Jura.
En 2010, le climat de la commune est de type climat de montagne, selon une étude du Centre national de la recherche scientifique s'appuyant sur une série de données couvrant la période 1971-2000. En 2020, Météo-France publie une typologie des climats de la France métropolitaine dans laquelle la commune est exposée à un climat semi-continental et est dans la région climatique  Jura, caractérisée par une forte pluviométrie en toutes saisons (1 000 à 1 500 mm/an), des hivers rigoureux et un ensoleillement médiocre. 
Pour la période 1971-2000, la température annuelle moyenne est de 9,6 °C, avec une amplitude thermique annuelle de 17 °C. Le cumul annuel moyen de précipitations est de 1 504 mm, avec 14,1 jours de précipitations en janvier et 9,5 jours en juillet. Pour la période 1991-2020, la température moyenne annuelle observée sur la station météorologique de Météo-France la plus proche, « Besain », sur la commune de Besain à 8 km à vol d'oiseau, est de 9,6 °C et le cumul annuel moyen de précipitations est de 1 525,6 mm. 
La température maximale relevée sur cette station est de 39,5 °C, atteinte le 25 juillet 2019 ; la température minimale est de −33 °C, atteinte le 2 janvier 1971,,. 
Les paramètres climatiques de la commune ont été estimés pour le milieu du siècle (2041-2070) selon différents scénarios d'émission de gaz à effet de serre à partir des nouvelles projections climatiques de référence DRIAS-2020. Ils sont consultables sur un site dédié publié par Météo-France en novembre 2022.

## Urbanisme

### Typologie
Au 1er janvier 2024, Chamole est catégorisée commune rurale à habitat dispersé, selon la nouvelle grille communale de densité à sept niveaux définie par l'Insee en 2022.
Elle est située hors unité urbaine. Par ailleurs la commune fait partie de l'aire d'attraction de Poligny, dont elle est une commune de la couronne,. Cette aire, qui regroupe 22 communes, est catégorisée dans les aires de moins de 50 000 habitants,.

### Occupation des sols
L'occupation des sols de la commune, telle qu'elle ressort de la base de données européenne d’occupation biophysique des sols Corine Land Cover (CLC), est marquée par l'importance des territoires agricoles (71 % en 2018), une proportion identique à celle de 1990 (71 %). La répartition détaillée en 2018 est la suivante : 
zones agricoles hétérogènes (71 %), forêts (29 %). L'évolution de l’occupation des sols de la commune et de ses infrastructures peut être observée sur les différentes représentations cartographiques du territoire : la carte de Cassini (XVIIIe siècle), la carte d'état-major (1820-1866) et les cartes ou photos aériennes de l'IGN pour la période actuelle (1950 à aujourd'hui).

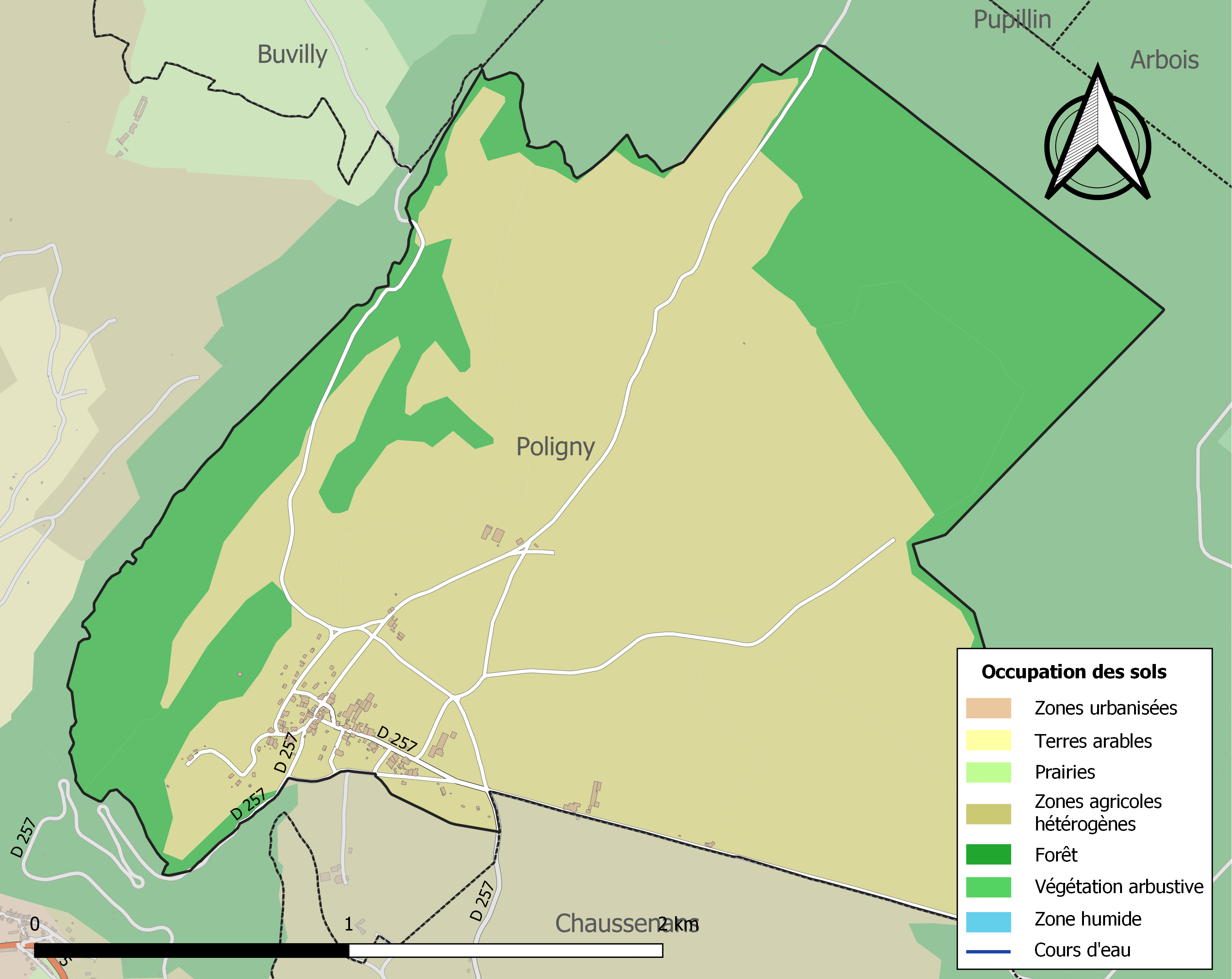
Carte des infrastructures et de l'occupation des sols de la commune en 2018 (CLC).

## Économie
Traditionnellement l'agriculture est tournée vers l'élevage de vaches dont le lait est destiné à la fabrication du comté.

## Histoire
Le 19 juin 1638, lors de la guerre de Dix Ans (épisode franc-comtois de la guerre de Trente Ans), l'armée du duc de Lorraine Charles IV bloqua l'offensive française dans les environs de Chamole avant de se replier sur Salins.

## Héraldique
| Blason de Chamole | Blason  | De gueules aux trois rocs d’échiquier d’argent.  |
| Blason de Chamole | Détails | Le statut officiel du blason reste à déterminer. |

## Politique et administration
| Période    | Période   | Identité          | Étiquette | Qualité                              |
| ---------- | --------- | ----------------- | --------- | ------------------------------------ |
|            |           | Charles Crut      |           |                                      |
|            |           | Marcel Pianet     |           |                                      |
| avant 1988 |           | Jacques Raguin    |           |                                      |
| mars 2001  | mars 2020 | Jean-Louis Dufour | DVG       | Retraité Fonction publique           |
| mars 2020  | En cours  | Denis Delbroucq   |           | Retraité de la Gendarmerie Nationale |

## Démographie
L'évolution du nombre d'habitants est connue à travers les recensements de la population effectués dans la commune depuis 1793. Pour les communes de moins de 10 000 habitants, une enquête de recensement portant sur toute la population est réalisée tous les cinq ans, les populations de référence des années intermédiaires étant quant à elles estimées par interpolation ou extrapolation. Pour la commune, le premier recensement exhaustif entrant dans le cadre du nouveau dispositif a été réalisé en 2005.

En 2022, la commune comptait 160 habitants, en évolution de −3,61 % par rapport à 2016 (Jura : −0,81 %, France hors Mayotte : +2,11 %).
| 1793 | 1800 | 1806 | 1821 | 1831 | 1836 | 1841 | 1846 | 1851 |
| ---- | ---- | ---- | ---- | ---- | ---- | ---- | ---- | ---- |
| 289  | 299  | 309  | 300  | 309  | 324  | 324  | 297  | 300  |

| 1856 | 1861 | 1866 | 1872 | 1876 | 1881 | 1886 | 1891 | 1896 |
| ---- | ---- | ---- | ---- | ---- | ---- | ---- | ---- | ---- |
| 287  | 269  | 238  | 218  | 212  | 215  | 213  | 191  | 188  |

| 1901 | 1906 | 1911 | 1921 | 1926 | 1931 | 1936 | 1946 | 1954 |
| ---- | ---- | ---- | ---- | ---- | ---- | ---- | ---- | ---- |
| 180  | 179  | 167  | 148  | 150  | 149  | 149  | 137  | 136  |

| 1962 | 1968 | 1975 | 1982 | 1990 | 1999 | 2005 | 2006 | 2010 |
| ---- | ---- | ---- | ---- | ---- | ---- | ---- | ---- | ---- |
| 123  | 125  | 122  | 119  | 119  | 137  | 156  | 157  | 164  |

| 2015 | 2020 | 2022 | - | - | - | - | - | - |
| ---- | ---- | ---- | - | - | - | - | - | - |
| 168  | 161  | 160  | - | - | - | - | - | - |

## Lieux et monuments
- Maison-forte, dont la chapelle (XVIe s) est inscrite au titre des monuments historiques depuis 1984[18];
- Église Saint-Jacques XIXe siècle : située dans le Diocèse de Saint-Claude, elle est dersservie par la Paroisse L'Heute. Les curés sont M. les abbés Marc Baudot, Pascal Tongamba et Daniel Petit.
- Croix (XIIIe s);
- Fontaine-lavoir-abreuvoir;
- Site du « dessus des Crêts », offrant un point de vue sur le vignoble du Jura et la plaine doloise;
- Le parc éolien de Chamole, six éoliennes culminant à 194 mètres de hauteur, anciennement les plus hautes de France.

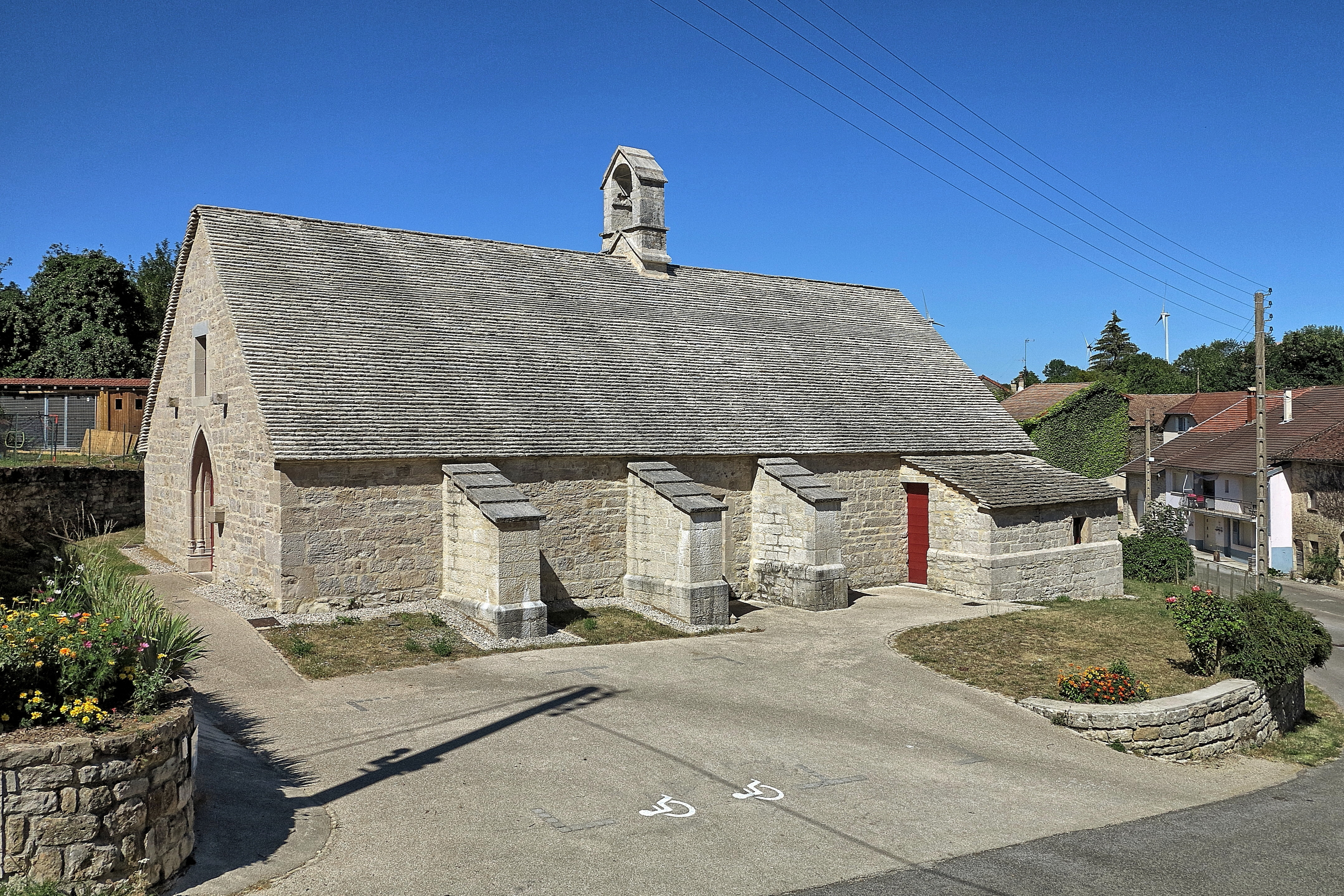
La chapelle de la maison-forte.
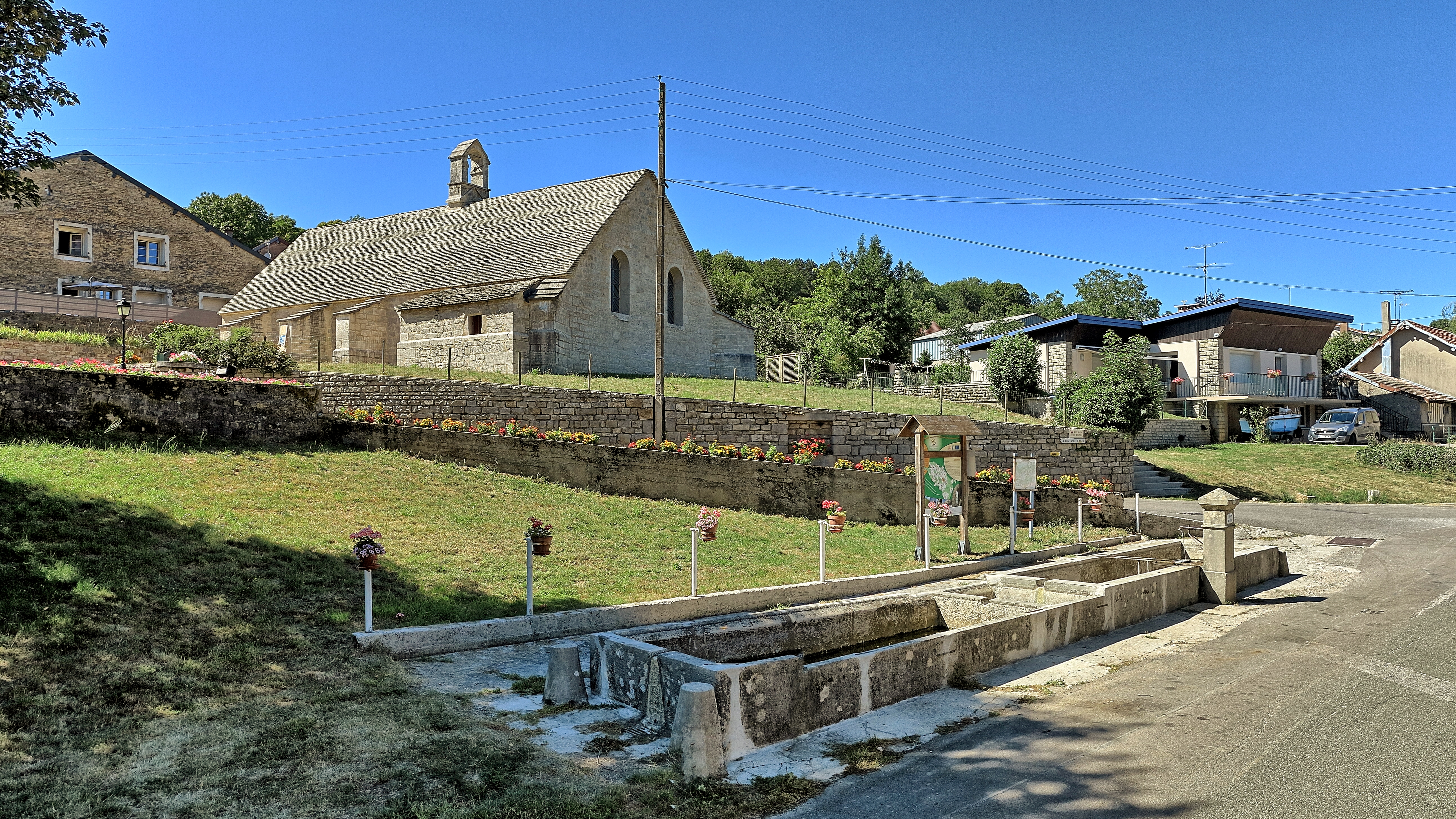
La fontaine-lavoir.